# Gare de Mulhouse-Dornach
Pour les articles homonymes, voir Gare de Dornach.
La gare de Mulhouse-Dornach est une gare ferroviaire française de la ligne de Strasbourg-Ville à Saint-Louis, située à Dornach, quartier de la ville de Mulhouse, dans le département du Haut-Rhin, sur le territoire de la collectivité européenne d'Alsace, en région Grand Est.
Elle est mise en service en 1841 par la Compagnie du chemin de fer de Strasbourg à Bâle. C'est une halte voyageurs de la Société nationale des chemins de fer français (SNCF), du réseau TER Grand Est, desservie par des trains express régionaux, des trams-trains et la ligne 3 du tramway de Mulhouse.

## Situation ferroviaire
Établie à 246 mètres d'altitude, la gare de Mulhouse-Dornach est située au point kilométrique (PK) 105,129 de la ligne de Strasbourg-Ville à Saint-Louis, entre les gares ouvertes de Lutterbach et de Mulhouse-Ville. Vers Lutterbach, se situe l'embranchement de la Cité du train.
Elle est également située sur la ligne 3 du tramway de Mulhouse, entre les stations Musées et Zu-Rhein.

## Histoire
La « station de Dornach » est mise en service le 15 août 1841 par la Compagnie du chemin de fer de Strasbourg à Bâle, lorsqu'elle ouvre à l'exploitation la section de Colmar à Mulhouse. Elle est établie sur le territoire du ban communal de Dornach, qui compte 2 920 habitants, elle a une position de faubourg de la ville de Mulhouse.
Du 15 août 1841 au 31 mai 1842 la station de Dornach délivre des billets à 12 531 voyageurs pour une recette de 14 646,80 francs, auquel s'ajoute 350,80 francs pour le service des bagages et marchandises.
Le 20 avril 1854, la Compagnie des chemins de fer de l'Est succède à la Compagnie du chemin de fer de Strasbourg à Bâle.
En 1871, la gare entre dans le réseau de la Direction générale impériale des chemins de fer d'Alsace-Lorraine (EL) à la suite de la défaite française lors de la guerre franco-allemande de 1870 (et le traité de Francfort qui s'ensuivit). Le 19 juin 1919, elle entre dans le réseau de l'Administration des chemins de fer d'Alsace et de Lorraine (AL), à la suite de la victoire française lors de la Première Guerre mondiale. Puis, le 1er janvier 1938, cette administration d'État forme avec les autres grandes compagnies la SNCF, qui devient concessionnaire des installations ferroviaires de Dornach.
La gare de Dornach est desservie par le tram-train Mulhouse Vallée de la Thur, ainsi que par la ligne 3 du tramway de Mulhouse, depuis le 12 décembre 2010.
En 2015, la municipalité envisage de démolir l'ancien bâtiment voyageurs abandonné. La démolition est suspendue en octobre de la même année. En 2017, la ville décide la rénovation complète de ce bâtiment, qui deviendra un lieu destiné aux « musiques actuelles ».
En 2022, la SNCF estime la fréquentation de la gare à 186 927 voyageurs.

## Fréquentation
De 2015 à 2024, selon les estimations de la SNCF, la fréquentation annuelle de la gare s'élève aux nombres indiqués dans le tableau ci-dessous.
| Année                      | 2015    | 2016    | 2017    | 2018    | 2019    | 2020    | 2021    | 2022    | 2023    | 2024    |
| -------------------------- | ------- | ------- | ------- | ------- | ------- | ------- | ------- | ------- | ------- | ------- |
| Voyageurs                  | 174 714 | 167 823 | 174 344 | 168 440 | 183 583 | 118 983 | 141 991 | 186 927 | 234 086 | 253 994 |
| Voyageurs et non voyageurs | 218 393 | 209 778 | 217 930 | 210 550 | 229 479 | 148 729 | 177 488 | 233 659 | 292 607 | 317 492 |

## Service des voyageurs

### Accueil

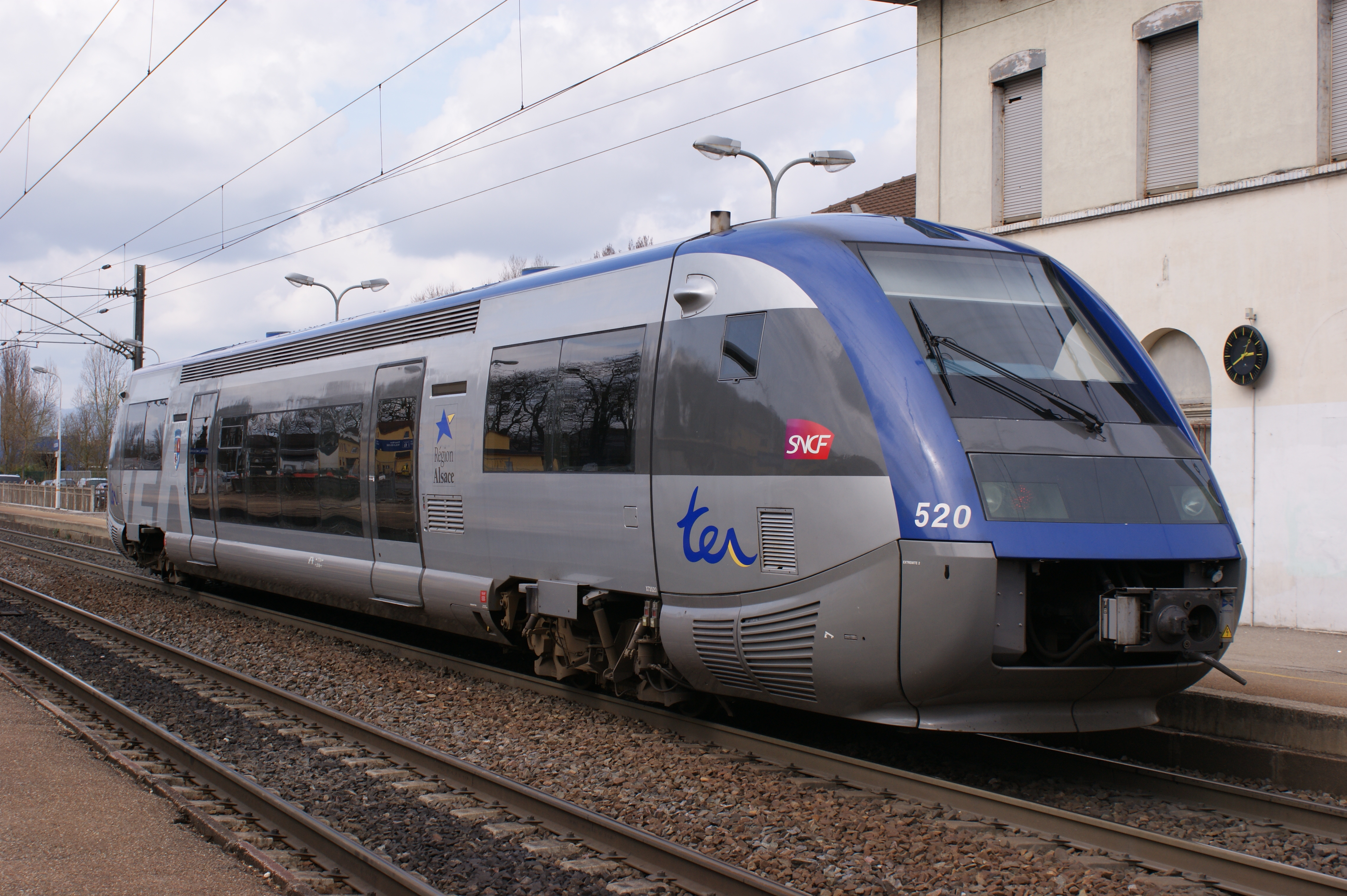
Un X 73500 devant l'ancien bâtiment voyageurs de la gare.

Halte SNCF, c'est un point d'arrêt non géré (PANG) à accès libre. Son bâtiment voyageurs est fermé au public. Elle est équipée d'un automate pour l'achat de titres de transports, de trois quais avec abris et de panneaux lumineux.
Les voies de la gare sont divisées en deux parties :
- deux voies sont partie intégrante de la ligne de Strasbourg-Ville à Saint-Louis pour la circulation des trains « classiques », avec un quai latéral pour chaque voie. La traversée s'effectue par un passage souterrain, car la plupart des trains circulant sur ces voies ne s'arrêtent pas en gare, ce qui rendrait la traversée à niveau dangereuse.

- deux autres voies sont réservées à la circulation du tram-train Mulhouse Vallée de la Thur et du tramway de Mulhouse, avec un quai central. La traversée se fait à même les voies par un passage bitumé, car tous les trams-trains et tramways empruntant ces voies s'arrêtent en gare.

### Desserte
Mulhouse-Dornach est desservie par des trains régionaux TER Grand Est, sur les lignes commerciales suivantes : 
•(Strasbourg) - Colmar - Mulhouse-Ville.
•Mulhouse-Ville - Thann - Kruth.
Elle est également desservie par le Tram-train Mulhouse-Vallée de la Thur (Mulhouse Gare Centrale - Thann Saint Jacques/Thann Gare) ainsi que par la ligne 3 du tramway de Mulhouse (Mulhouse Gare Centrale - Lutterbach Gare) qui utilise les mêmes voies que le tram-train.

### Intermodalité
La gare est desservie par le réseau de bus de Soléa, à l'arrêt Dornach Gare DMC par les lignes C5 et 14, et à l'arrêt Dornach Gare par la ligne 13. 
Un parc pour les vélos et un parking sont aménagés à ses abords.

## Service du fret
La gare de Mulhouse-Dornach est ouverte au service du fret, uniquement pour des trains entiers sur installations terminales embranchées (ITE). Elle est gérée par la gare de Mulhouse-Ville.
Le document de référence du réseau (DRR) pour l'horaire de service 2019 indique que la gare dessert une installation terminale embranchée.